# Saint-Maur (Indre)
Pour les articles homonymes, voir Saint-Maur.
Saint-Maur  est une commune française située dans le département de l'Indre, en région Centre-Val de Loire.
Elle est créée le 1er janvier 2016, sous le statut de commune nouvelle après la fusion de Villers-les-Ormes et de l'ancienne commune de Saint-Maur.

## Géographie

### Localisation
La commune est située dans le centre du département, dans la région naturelle de la Champagne berrichonne. Elle appartient à l'aire urbaine de Châteauroux et à l'unité urbaine de Châteauroux. C'est la deuxième commune du département en superficie.
Les communes limitrophes sont : Châteauroux (4 km), Niherne (6 km), Déols (6 km), Le Poinçonnet (8 km), Villedieu-sur-Indre (9 km), Chezelles (10 km), Vineuil (10 km), Luant (10 km) et Velles (13 km).
Les communes chefs-lieux et préfectorales sont : Châteauroux (4 km), Buzançais (19 km), Issoudun (31 km), La Châtre (36 km) et Le Blanc (48 km).

### Hameaux et lieux-dits
Les hameaux et lieux-dits de la commune sont : la Maison Neuve, Villechaise, le Grand Ranchou, la Guillotine, Villers-les-Ormes, Mont et le Colombier.

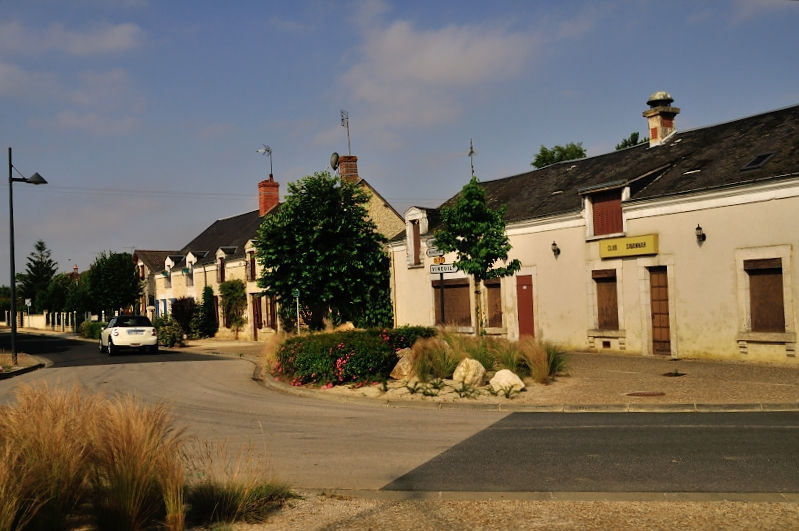
Villers-les-Ormes en 2013.

### Géologie et hydrographie
La commune est classée en zone de sismicité 2, correspondant à une sismicité faible.
Le territoire communal est arrosé par la rivière Indre, de plus il possède les sources de la rivière Claise.

### Climat
Pour des articles plus généraux, voir Climat du Centre-Val de Loire et Climat de l'Indre.
En 2010, le climat de la commune est de type climat océanique dégradé des plaines du Centre et du Nord, selon une étude du CNRS s'appuyant sur une série de données couvrant la période 1971-2000. En 2020, Météo-France publie une typologie des climats de la France métropolitaine dans laquelle la commune est exposée à un climat océanique altéré et est dans la région climatique Centre et contreforts nord du Massif Central, caractérisée par un air sec en été et un bon ensoleillement.
Pour la période 1971-2000, la température annuelle moyenne est de 11,5 °C, avec une amplitude thermique annuelle de 15,5 °C. Le cumul annuel moyen de précipitations est de 755 mm, avec 11,6 jours de précipitations en janvier et 7 jours en juillet. Pour la période 1991-2020, la température moyenne annuelle observée sur la station météorologique de Météo-France la plus proche, sur la commune de Châteauroux à 4 km à vol d'oiseau, est de 12,2 °C et le cumul annuel moyen de précipitations est de 816,1 mm,. Pour l'avenir, les paramètres climatiques de la commune estimés pour 2050 selon différents scénarios d'émission de gaz à effet de serre sont consultables sur un site dédié publié par Météo-France en novembre 2022.
| Mois                                  | jan.             | fév.           | mars          | avril         | mai           | juin         | jui.           | août           | sep.          | oct.            | nov.            | déc.            | année      |
| ------------------------------------- | ---------------- | -------------- | ------------- | ------------- | ------------- | ------------ | -------------- | -------------- | ------------- | --------------- | --------------- | --------------- | ---------- |
| Température minimale moyenne (°C)     | 1,9              | 1,4            | 3,5           | 5,3           | 8,9           | 12,5         | 14,3           | 14,1           | 10,8          | 8,5             | 4,7             | 2,4             | 7,4        |
| Température moyenne (°C)              | 4,8              | 5,3            | 8,4           | 10,8          | 14,5          | 18,3         | 20,4           | 20,4           | 16,7          | 13              | 8,2             | 5,3             | 12,2       |
| Température maximale moyenne (°C)     | 7,8              | 9,1            | 13,2          | 16,4          | 20,2          | 24,1         | 26,5           | 26,6           | 22,6          | 17,5            | 11,7            | 8,3             | 17         |
| Record de froid (°C) date du record   | −17,5 17.01.1987 | −16,5 09.02.12 | −12 01.03.05  | −5 27.04.16   | −0,5 06.05.19 | 4,5 01.06.11 | 5,7 11.07.1990 | 4,5 29.08.1998 | 2 20.09.12    | −6,5 30.10.1997 | −9,5 22.11.1993 | −12,5 19.12.09  | −17,5 1987 |
| Record de chaleur (°C) date du record | 19,1 05.01.1999  | 24 27.02.19    | 25,5 31.03.21 | 29,5 30.04.05 | 33 28.05.17   | 40 29.06.19  | 41,5 25.07.19  | 41 05.08.03    | 36,5 14.09.20 | 30 12.10.01     | 24,5 08.11.15   | 20,1 16.12.1989 | 41,5 2019  |
| Précipitations (mm)                   | 71               | 57,6           | 59,3          | 70,9          | 75,9          | 57,2         | 60,7           | 56,4           | 64,2          | 83,1            | 77,9            | 81,9            | 816,1      |

### Voies de communication et transports
L'autoroute A20 (l’Occitane) passe par le territoire communal et dessert deux échangeurs (numéros 13 et 14) et un demi-échangeur (numéro 13.1). On trouve aussi les routes départementales : 20, 64, 64B, 64E, 77, 80, 80D, 67, 81, 101, 104, 115, 151, 920, 925 et 943.
La ligne des Aubrais - Orléans à Montauban-Ville-Bourbon passe par le territoire communal. La gare ferroviaire la plus proche est la gare de Châteauroux, à 12 km, sur cette ligne. La ligne de Joué-lès-Tours à Châteauroux passe par le territoire communal, une gare desservait la commune.
Saint-Maur est desservie par les lignes 1, 2, 4, 6, 10, 12 et 13 du réseau de bus Horizon.
L'aéroport le plus proche est l'aéroport de Châteauroux-Centre, à 11 km.
Le territoire communal est traversé par le sentier de grande randonnée 46.

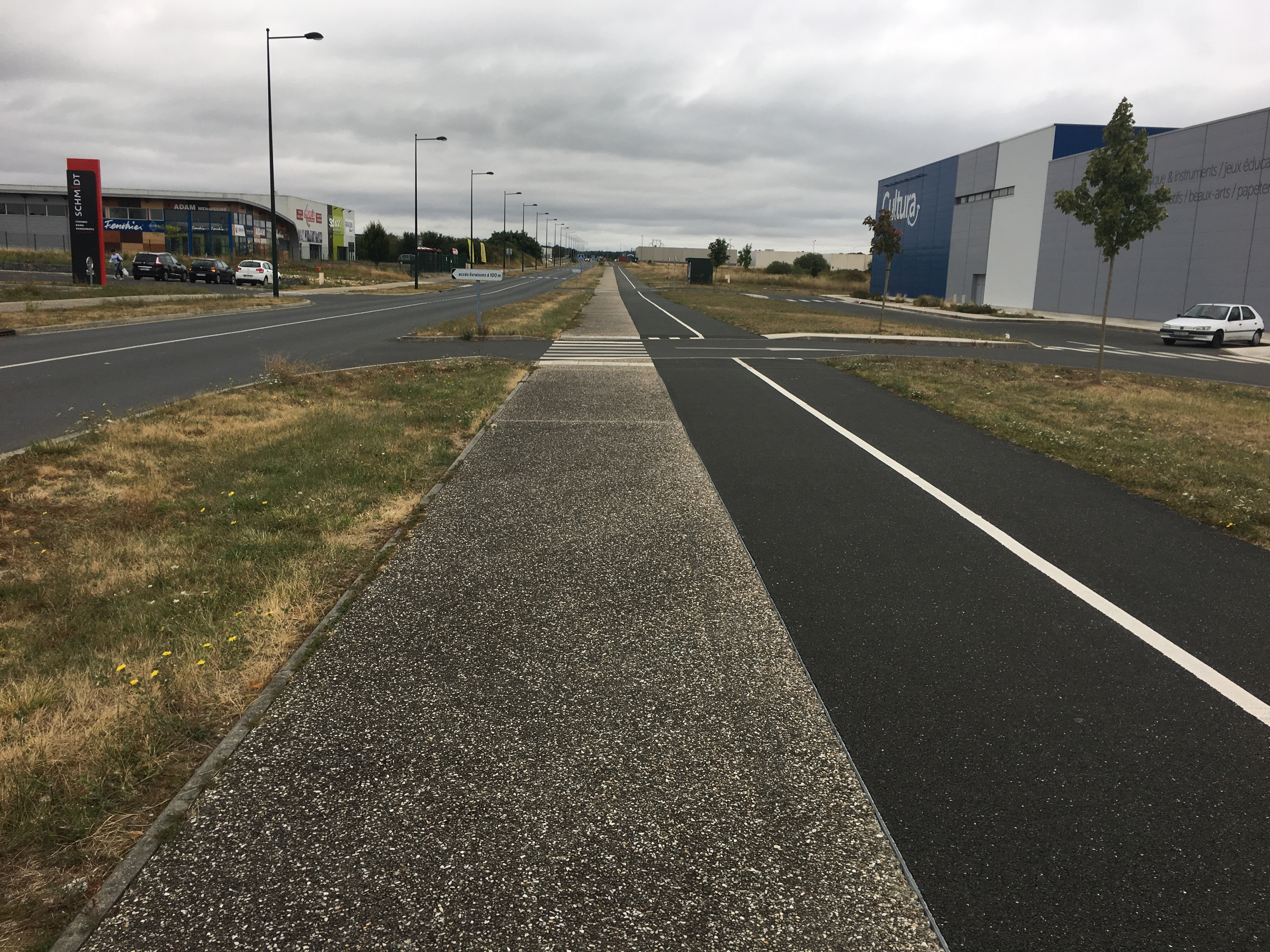
Le boulevard du Franc en 2018.
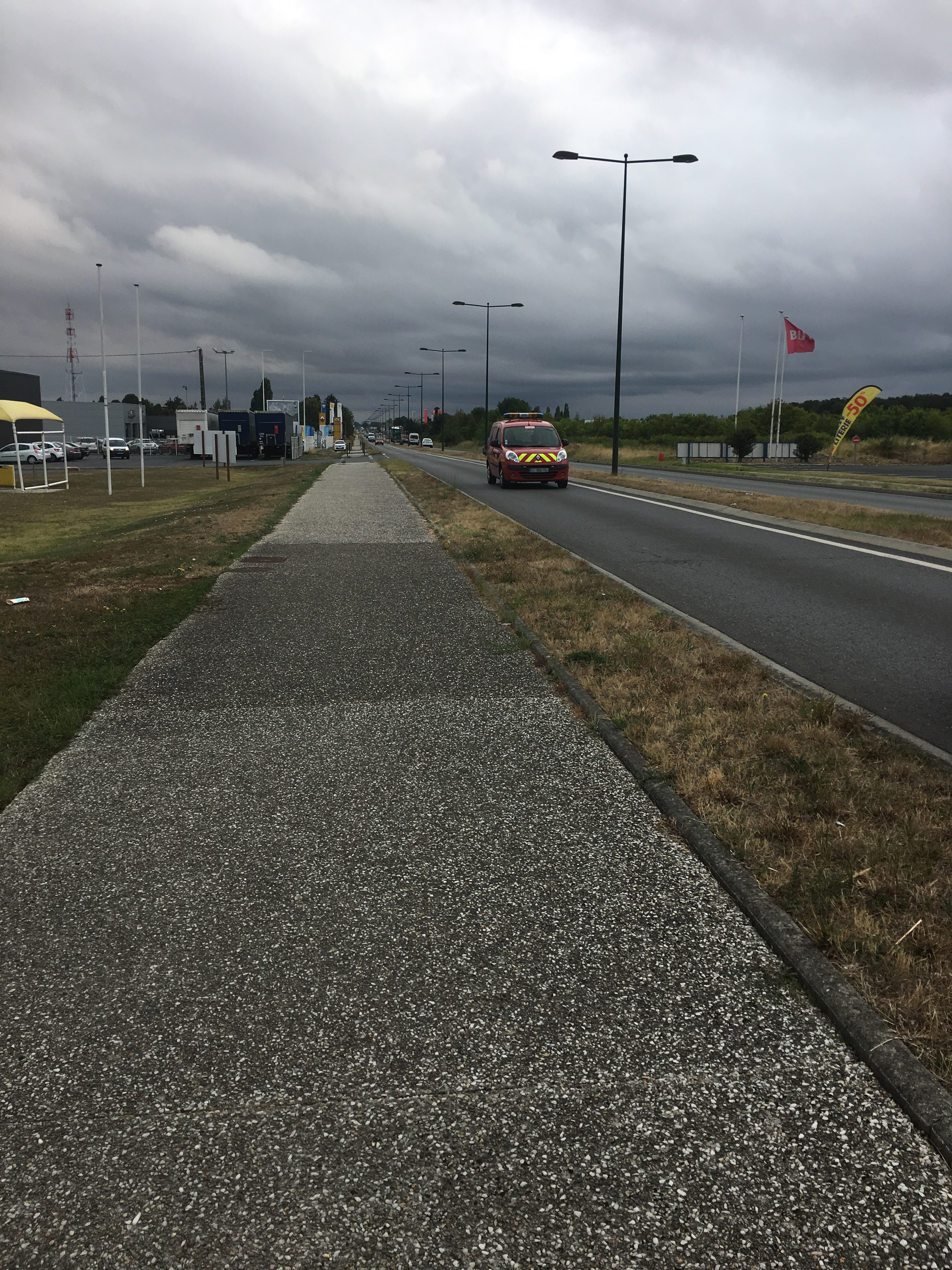
L'avenue d'Occitanie en 2018.
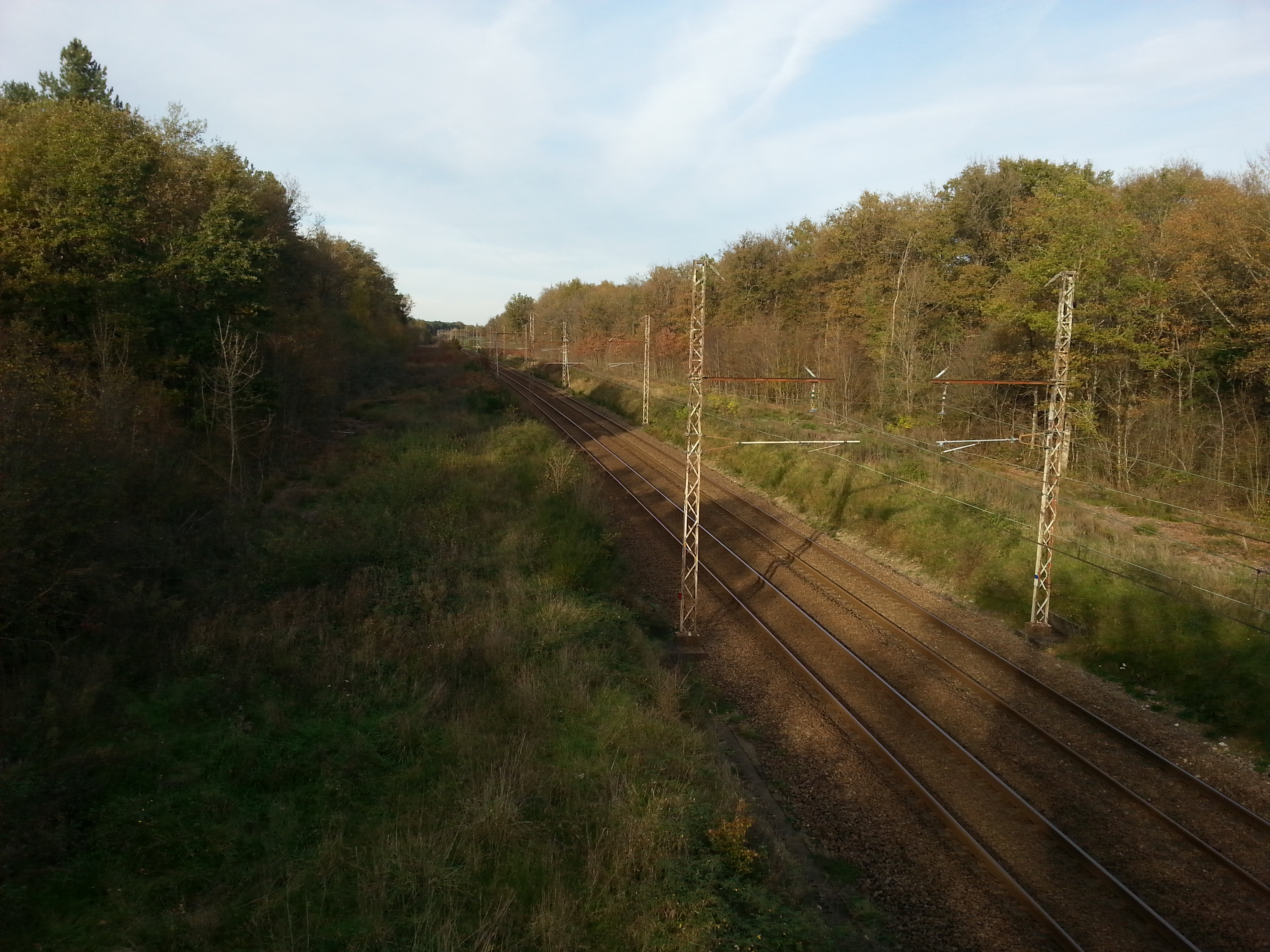
La ligne des Aubrais - Orléans à Montauban-Ville-Bourbon en 2015.
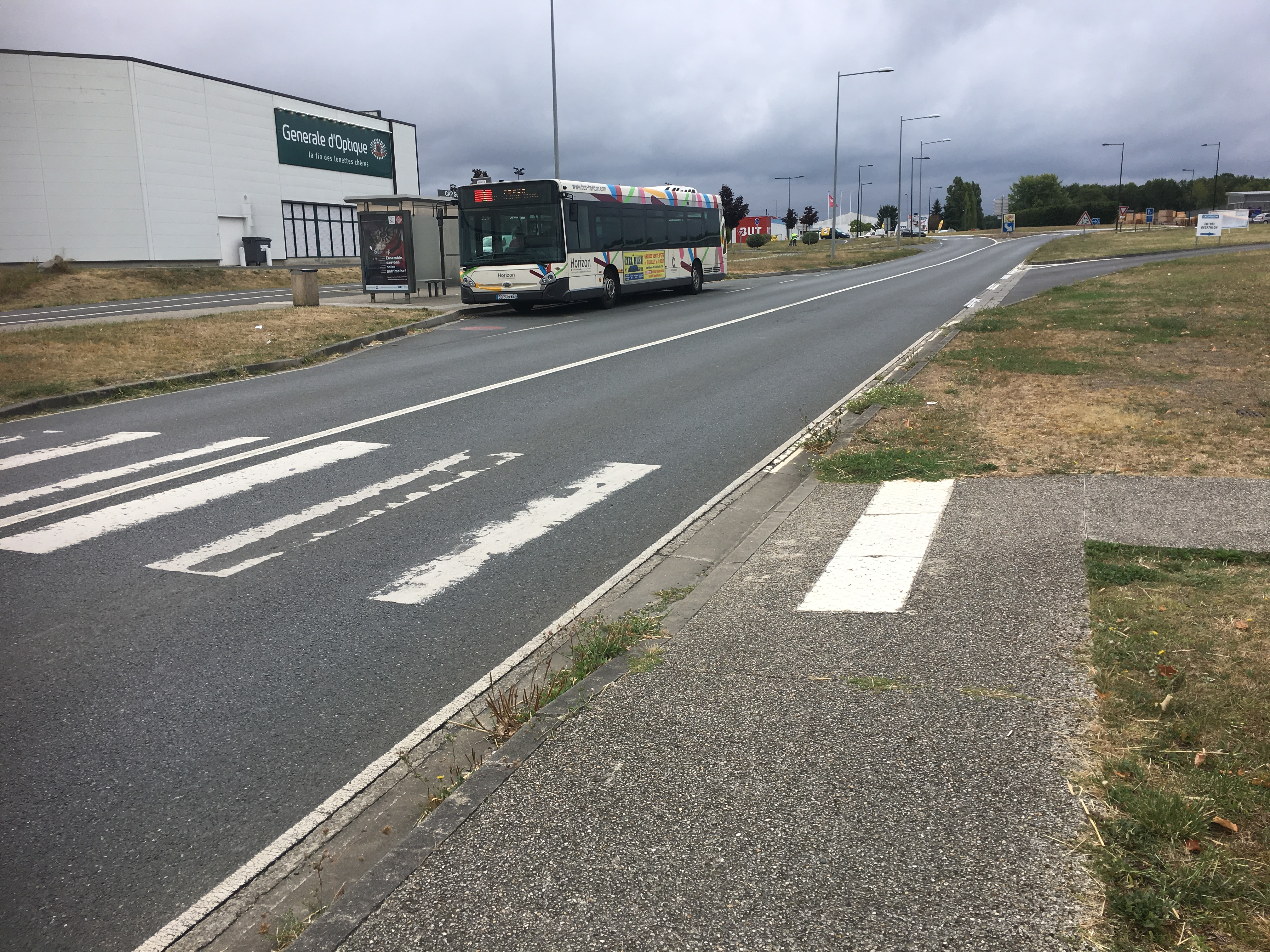
L'arrêt de bus « Cap Sud » du réseau Horizon, en 2018.

## Urbanisme

### Typologie
Au 1er janvier 2024, Saint-Maur est catégorisée commune rurale à habitat dispersé, selon la nouvelle grille communale de densité à sept niveaux définie par l'Insee en 2022.
Elle appartient à l'unité urbaine de Châteauroux, une agglomération intra-départementale regroupant quatre  communes, dont elle est une commune de la banlieue,,. Par ailleurs la commune fait partie de l'aire d'attraction de Châteauroux, dont elle est une commune de la couronne,. Cette aire, qui regroupe 71 communes, est catégorisée dans les aires de 50 000 à moins de 200 000 habitants,.

### Logement

#### Saint-Maur
En 2013, le nombre total de logements dans la commune était de 1283.
Parmi ces logements : 88,7 % étaient des résidences principales ; 3,4 % des résidences secondaires et 7,9 % des logements vacants.
La part des ménages propriétaires de leur résidence principale s’élevait à 73 %.

#### Villers-les-Ormes
En 2013, le nombre total de logements dans la commune était de 177.
Parmi ces logements : 93,1 % étaient des résidences principales ; 2,3 % des résidences secondaires et 4,6 % des logements vacants.
La part des ménages propriétaires de leur résidence principale s’élevait à 85,3 %.

### Risques majeurs
Le territoire de la commune de Saint-Maur est vulnérable à différents aléas naturels : météorologiques (tempête, orage, neige, grand froid, canicule ou sécheresse), inondations, feux de forêts, mouvements de terrains et séisme (sismicité faible). Il est également exposé à deux risques technologiques, le transport de matières dangereuses et  le risque industriel. Un site publié par le BRGM permet d'évaluer simplement et rapidement les risques d'un bien localisé soit par son adresse soit par le numéro de sa parcelle.

#### Risques naturels
Certaines parties du territoire communal sont susceptibles d’être affectées par le risque d’inondation par débordement de cours d'eau, notamment l'Indre. La commune a été reconnue en état de catastrophe naturelle au titre des dommages causés par les inondations et coulées de boue survenues en 1982 et 1999,.
Pour anticiper une remontée des risques de feux de forêt et de végétation vers le nord de la France en lien avec le dérèglement climatique, les services de l’État en région Centre-Val de Loire (DREAL, DRAAF, DDT) avec les SDIS ont réalisé en 2021 un atlas régional du risque de feux de forêt, permettant d’améliorer la connaissance sur les massifs les plus exposés. La commune, étant pour partie dans le massif de Chäteauroux, est classée au niveau de risque 4, sur une échelle qui en comporte quatre (1 étant le niveau maximal).

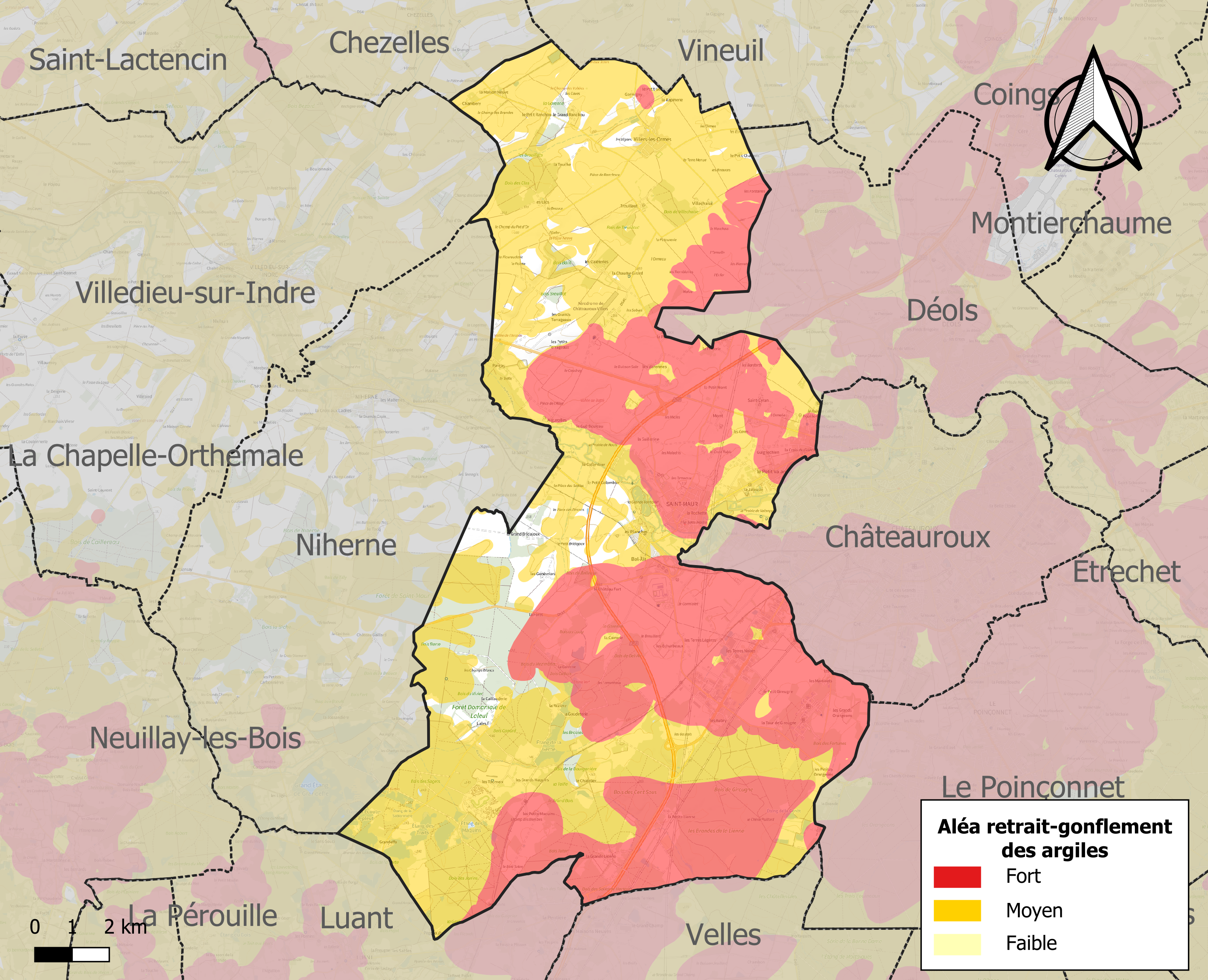
Carte des zones d'aléa retrait-gonflement des sols argileux de Saint-Maur.

Les mouvements de terrains susceptibles de se produire sur la commune sont des tassements différentiels.
Le retrait-gonflement des sols argileux est susceptible d'engendrer des dommages importants aux bâtiments en cas d’alternance de périodes de sécheresse et de pluie. 92 % de la superficie communale est en aléa moyen ou fort (84,7 % au niveau départemental et 48,5 % au niveau national). Sur les 1 364 bâtiments dénombrés sur la commune en 2019, 1330 sont en aléa moyen ou fort, soit 98 %, à comparer aux 86 % au niveau départemental et 54 % au niveau national. Une cartographie de l'exposition du territoire national au retrait gonflement des sols argileux est disponible sur le site du BRGM,.
Concernant les mouvements de terrains, la commune a été reconnue en état de catastrophe naturelle au titre des dommages causés par la sécheresse en 1989, 1991, 1993, 2018 et 2019 et par des mouvements de terrain en 1999.

#### Risques technologiques
La commune est exposée au risque industriel du fait de la présence sur son territoire d'une entreprise soumise à la directive européenne SEVESO.
Le risque de transport de matières dangereuses sur la commune est lié à sa traversée par des infrastructures routières ou ferroviaires importantes ou la présence d'une canalisation de transport d'hydrocarbures. Un accident se produisant sur de telles infrastructures est en effet susceptible d’avoir des effets graves au bâti ou aux personnes jusqu’à 350 m, selon la nature du matériau transporté. Des dispositions d’urbanisme peuvent être préconisées en conséquence.

## Toponymie
Le nom de la localité est attesté sous les formes Sanctus Monts de Cava rupe en 1024 ; Saint Maur de Chaveroche, terme qui signifie « roche creuse » ; parrochia Sancti Mauri en 1271.

## Histoire
Elle est créée le 1er janvier 2016 sous le statut de commune nouvelle après la fusion de Villers-les-Ormes et de l'ancienne commune de Saint-Maur.

## Politique et administration
| Nom                | Code Insee | Intercommunalité      | Superficie (km2) | Population (dernière pop. légale) | Densité (hab./km2) |
| ------------------ | ---------- | --------------------- | ---------------- | --------------------------------- | ------------------ |
| Saint-Maur (siège) | 36202      | Châteauroux Métropole | 70,31            | 3 112 (2013)                      | 44                 |
| Villers-les-Ormes  | 36245      | Châteauroux Métropole | 17,60            | 419 (2013)                        | 24                 |

La commune dépend de l'arrondissement de Châteauroux, du canton de Buzançais, de la première circonscription de l'Indre et de Châteauroux Métropole. Depuis la création de la commune nouvelle, Saint-Maur est partagée entre deux cantons : celui de Buzançais et celui de Levroux.
Elle dispose d'un bureau de poste, d'un centre de première intervention et d'une maison centrale.

### Liste des maires
| Période         | Période          | Identité         | Étiquette    | Qualité |
| --------------- | ---------------- | ---------------- | ------------ | --- |
| 9 janvier 2016  | 20 juillet 2017, | François Jolivet | LR puis LREM | Cadre supérieur Député de l'Indre (1re circ.) (2017 → ) Vice-président de Châteauroux Métropole (2000 → 2017) Maire de l'ancienne commune de Saint-Maur (1995 → 2016) |
| 20 juillet 2017 | 13 octobre 2017  | Patrick Bauché   |              | Premier adjoint, maire par intérim |
| 13 octobre 2017 | En cours         | Ludovic Réau     | DVD          | Agriculteur et expert foncier agricole Adjoint au maire (2008 → 2017) Vice-président de Châteauroux Métropole Démissionnaire en octobre 2020, réélu en mars 2021      |

Élu député de la 1re circonscription de l'Indre et touché par le cumul des mandats, François Jolivet est contraint de quitter ses fonctions de maire et de vice-président de la communauté d'agglomération. En conséquence, une élection municipale partielle est organisée le 8 octobre 2017 et une seule liste, celle de Ludovic Réau, se présente aux suffrages : ce dernier remporte ainsi les 29 sièges de conseillers municipaux et les 3 sièges de conseillers communautaires à Châteauroux Métropole.
À la suite de la démission de Ludovic Réau et de plus d'un tiers des membres du conseil municipal en octobre 2020, une nouvelle élection partielle est convoquée les 21 et 28 mars 2021. Elle voit quatre candidats s'affronter au premier tour : 
- Noël Blin, ancien adjoint au maire soutenu par François Jolivet ;
- Thierry Damien, maire par intérim et ancien adjoint au maire ;
- Ludovic Réau, maire sortant démissionnaire ;
- Paul-Emmanuel Thore, conseiller municipal d’opposition.

Le 21 mars, Noël Blin arrive en tête devant Ludovic Réau et Thierry Damien, et au second tour, M. Réau est réélu dans une triangulaire avec 40,34 % des voix contre 37,47 % pour M. Blin et 22,18 % pour M. Damien.

## Population et société

### Démographie
L'évolution du nombre d'habitants est connue à travers les recensements de la population effectués dans la commune depuis sa création.

En 2022, la commune comptait 3 589 habitants, en évolution de −0,33 % par rapport à 2016 (Indre : −3 %, France hors Mayotte : +2,11 %).
| 2014  | 2015  | 2016  | 2017  | 2022  |
| ----- | ----- | ----- | ----- | ----- |
| 3 522 | 3 559 | 3 601 | 3 642 | 3 589 |

### Enseignement
La commune dépend de la circonscription académique de Châteauroux.

### Médias
La commune est couverte par les médias suivants : La Nouvelle République du Centre-Ouest, Le Berry républicain, L'Écho - La Marseillaise, La Bouinotte, Le Petit Berrichon, France 3 Centre-Val de Loire, Berry Issoudun Première, Vibration, Forum, France Bleu Berry et RCF en Berry.

## Économie
La commune se situe dans l'unité urbaine de Châteauroux, dans l’aire urbaine de Châteauroux, dans la zone d’emploi de Châteauroux et dans le bassin de vie de Châteauroux.
La commune se trouve dans l'aire géographique et dans la zone de production du lait, de fabrication et d'affinage du fromage Valençay.
Elle possède une zone commerciale et industrielle nommée Cap Sud, avec un certain nombre d'entreprises, dont :
- Roger Pradier, luminaires décoratifs d'extérieur (fondée en 1910, 50 p., 9 millions d'euros chiffre d'affaires en 2019)[42]

Zone commerciale Cap Sud en 2018
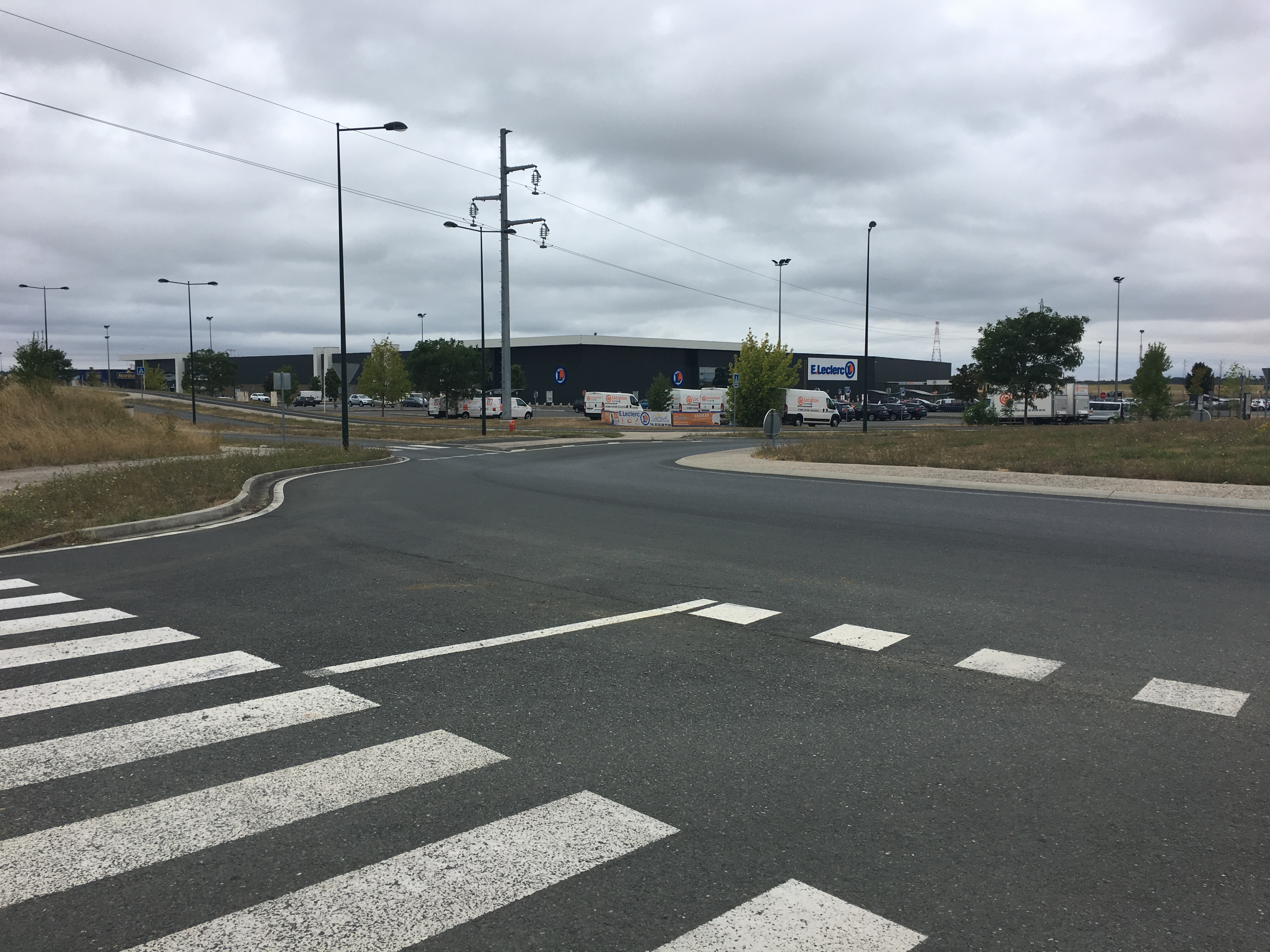
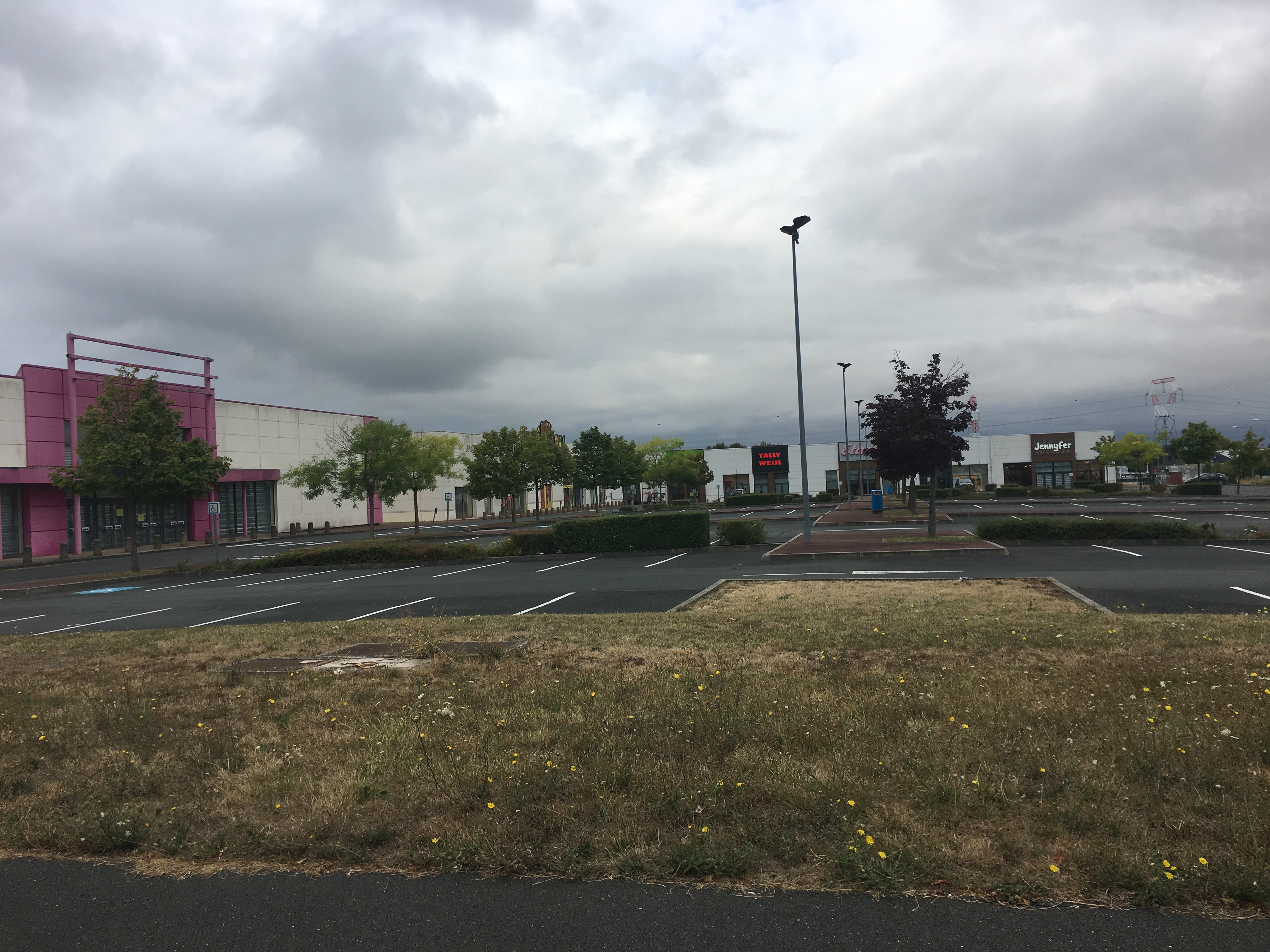
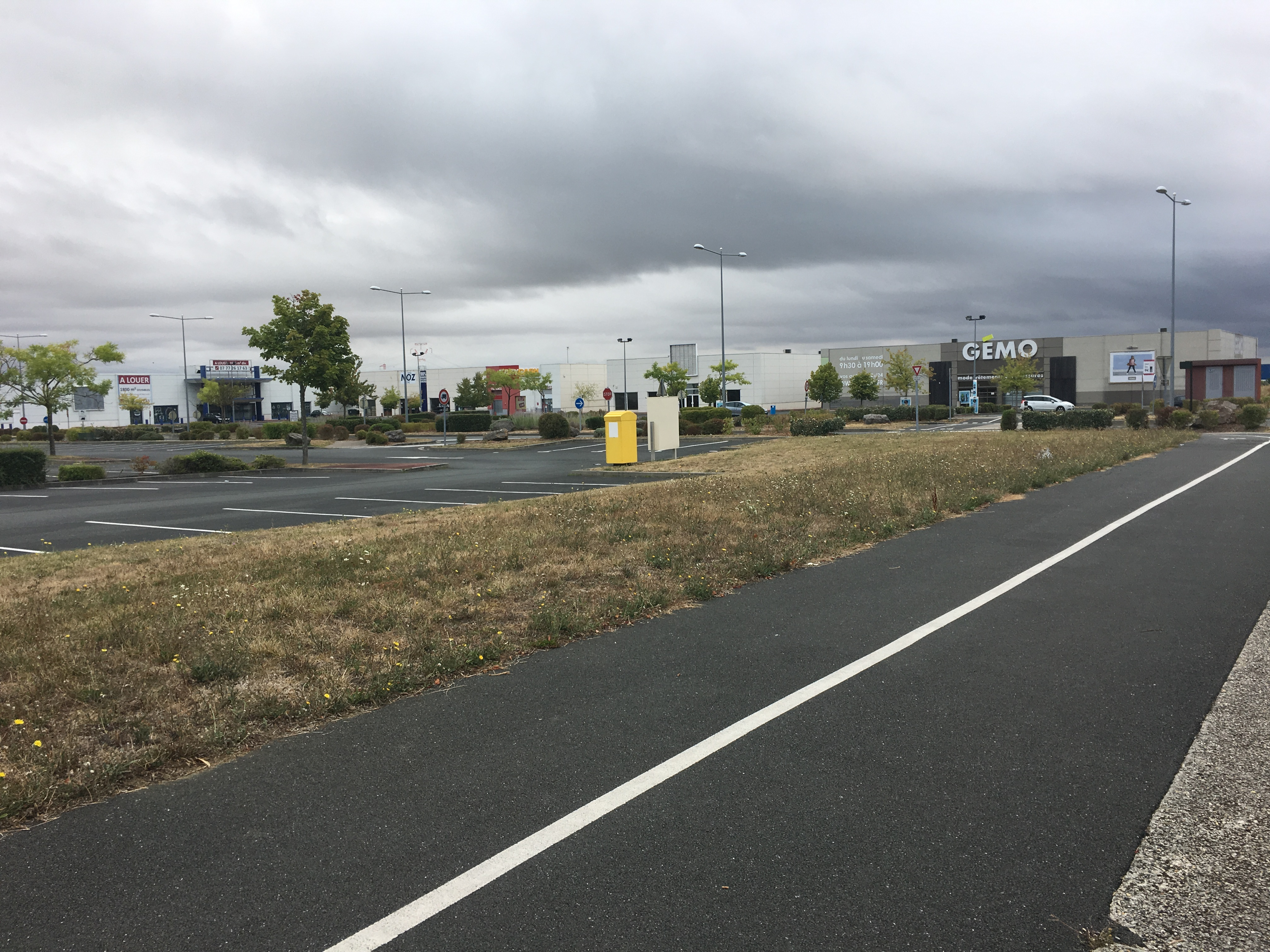
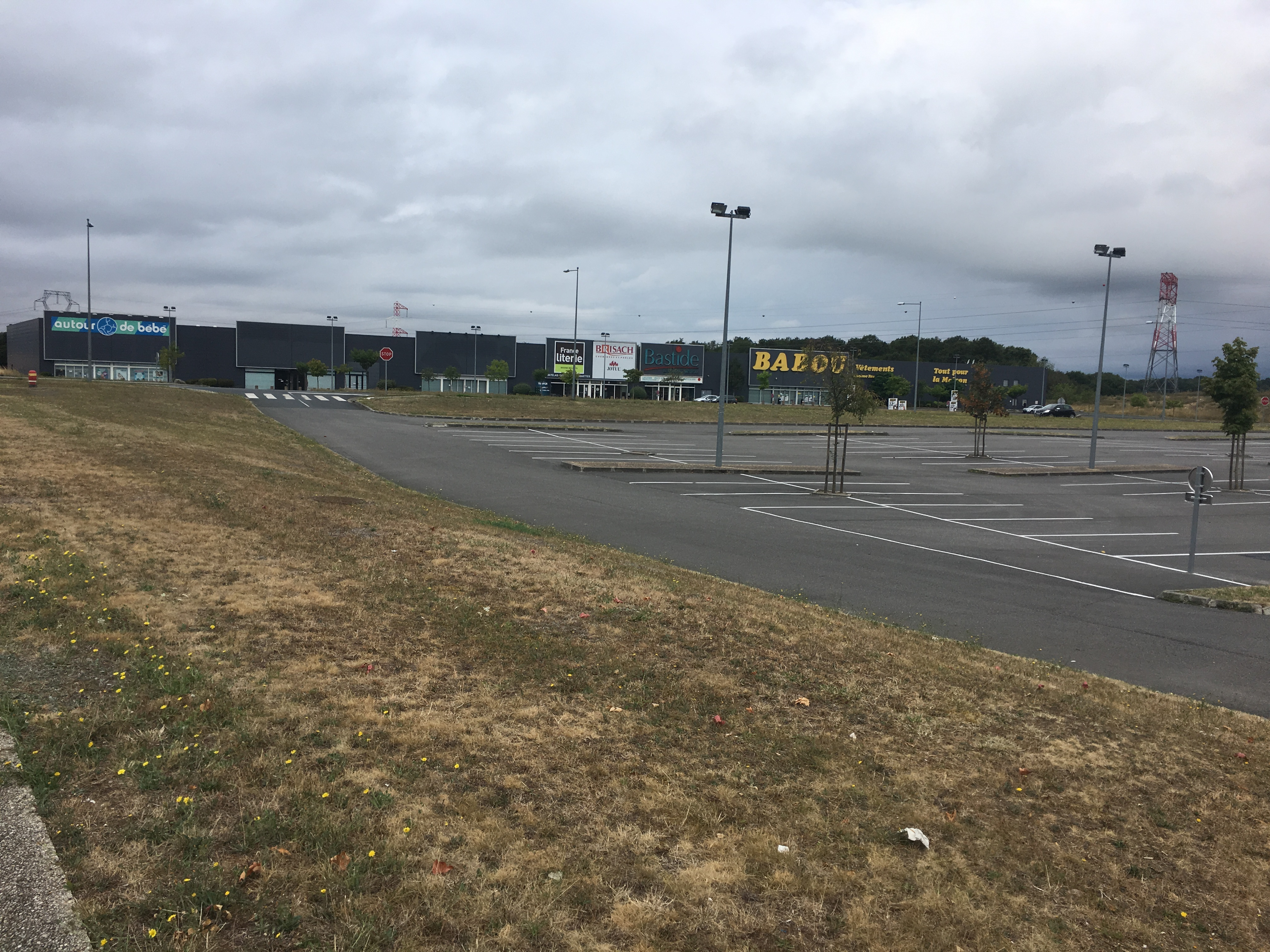
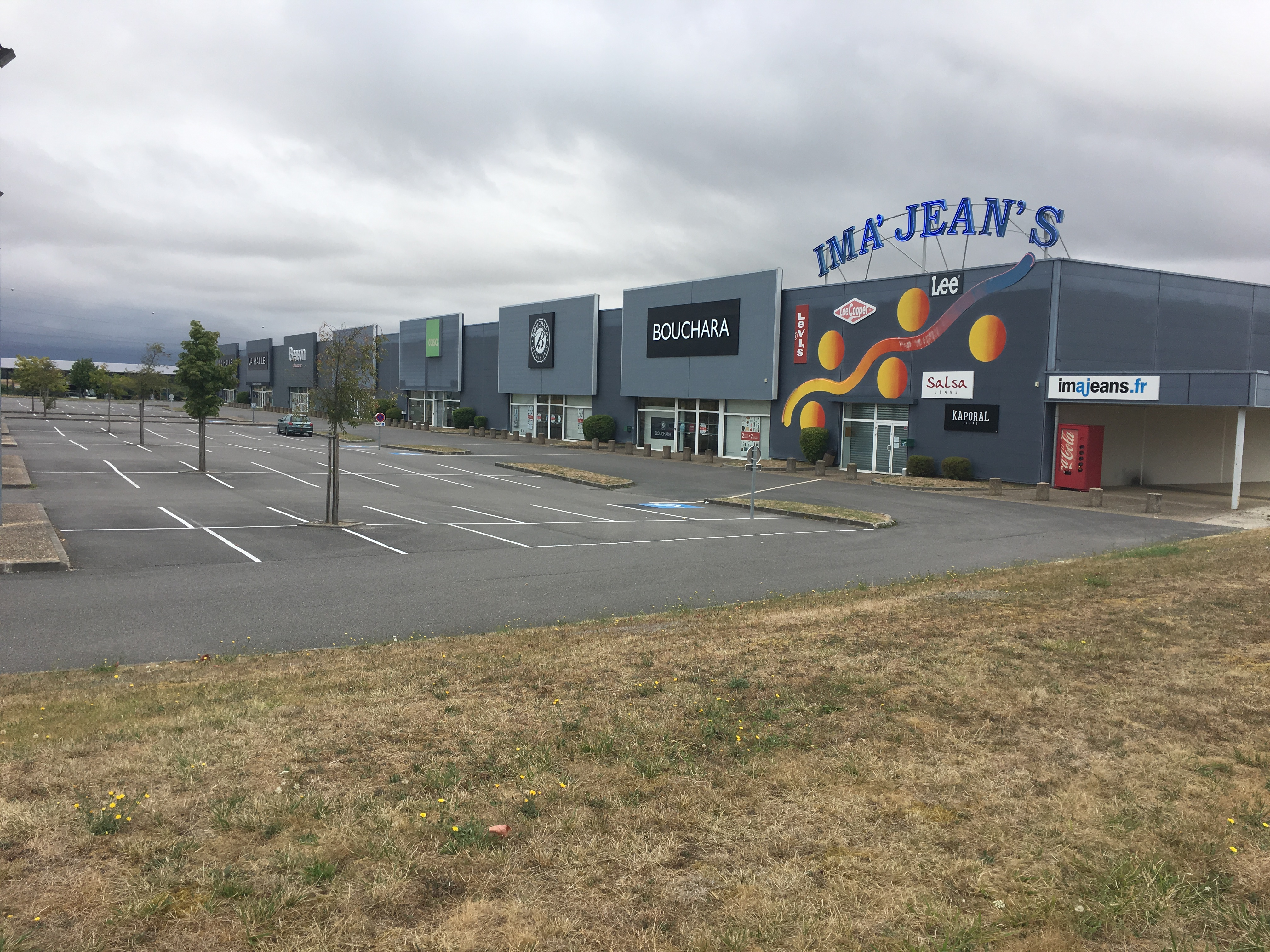

## Culture locale et patrimoine

### Lieux et monuments
- Église Saint-Maur
- Monument aux morts

### Labels et distinctions
En 2016, la commune a obtenu le niveau deux fleurs au concours des villes et villages fleuris.

### Personnalités liées à la commune
- Octave Monjoin (1891 - 1942), soldat français revenu amnésique de la Première Guerre mondiale.

### Héraldique, logotype et devise
|  | Logotype de la commune de Saint-Maur : |